# Fallschirmjäger
I Fallschirmjäger (lett. "cacciatori con paracadute", da cacciatore, Jäger, e "paracadute", Fallschirm) sono i paracadutisti delle forze armate tedesche. Sono attualmente inquadrati nel Heer della Bundeswehr, mentre fino alla seconda guerra mondiale erano all'interno della Luftwaffe della Wehrmacht.

## Storia
Al generale della Luftwaffe Kurt Student agli inizi del 1938 fu affidato il comando della prima divisione aviotrasportata, 7. Flieger-Division, in fase di formazione a Münster.

### IFallschirmjägernella seconda guerra mondiale

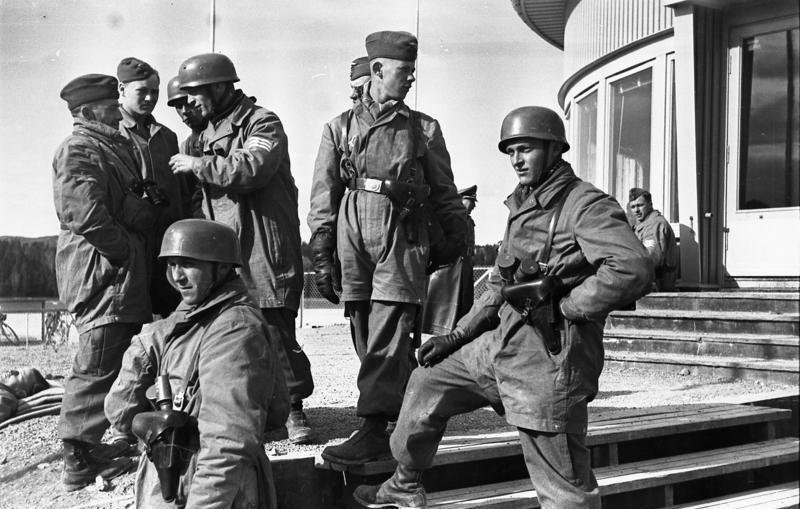
Fallschirmjäger del 7. Flieger-Division nell'aprile 1940, durante l'invasione della Norvegia

I Fallschirmjäger del Terzo Reich furono utilizzati nella seconda guerra mondiale come truppe per aviosbarchi nell'occupazione dei forti di Eben Emael nell'invasione tedesca del Belgio, nella Campagna di Norvegia, nell'occupazione dell'istmo di Corinto, a Creta e in Sicilia.
Dopo le perdite nell'attacco a Creta non furono più utilizzati in massa nella loro funzione, ma unicamente come fanteria scelta, particolarmente importante fu la loro azione difensiva nella battaglia di Cassino e nell'operazione Varsity.
Inizialmente erano sottoposti all'Oberkommando der Wehrmacht ma poi furono integrati nei corpi operanti della Luftwaffe, per poter conferire loro maggior sincronismo con le incursioni aeree precedenti ai lanci. Nel 1941 fu costituita la Fallschirmjäger-Brigade Ramcke.

#### Le divisioni paracadutisti

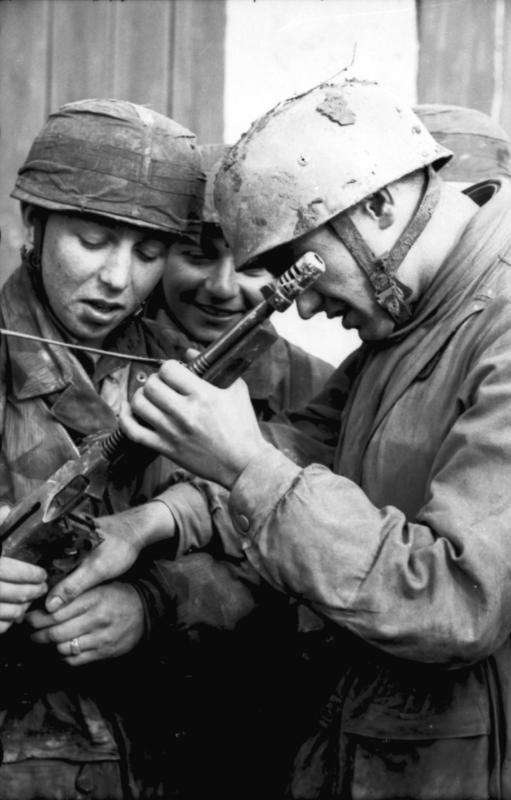
Tunisia, 1943: Fallschirmjäger (riconoscibili dall'elmetto) controllano un mitra M1928A1 catturato.

Nel corso del conflitto, oltre alla Fliegerdivision (divisione dell'aria) furono costituite, a partire dal 1942, 13 Fallschirmjägerdivision (divisioni paracadutisti), numerate da 1 a 11 e 20 e 21.
- 1º Reggimento paracadutisti
- 2º Reggimento paracadutisti
- 3º Reggimento paracadutisti (formato nel 1940)
- 7º Battaglione artiglieria paracadutisti
- 7º Battaglione controcarri paracadutisti
- 7º Battaglione contraerei paracadutisti (formato dopo il 1940)
- 7º Battaglione mitraglieri paracadutisti (formato dopo il 1940)
- 7º Battaglione genio paracadutisti (formato dopo il 1940)

All'inizio della seconda guerra mondiale i paracadutisti erano inquadrati in due reggimenti della 7. Fliegerdivision (7ª Divisione dell'aria) (non ancora ad organici completi), comandata dal generale Student, ma dopo che questo fu ferito accidentalmente nell'occupazione di Rotterdam il comando fu assunto dal generale Richard Putziger. La divisione aveva unicamente compiti amministrativi e di supporto, in quanto non era previsto che le unità dipendenti operassero congiuntamente. Gli uomini che ne facevano parte erano altamente addestrati e capaci, e presero parte a numerose battaglie della Seconda guerra mondiale, nell'aprile 1940 alla campagna di Norvegia, poi la presa del forte di Eben-Emael e l'occupazione del ponte sul Canale di Corinto. La divisione venne utilizzata al completo per lancio su Creta, dove rappresentò un elemento critico nel raggiungimento del successo di tutta l'operazione. Tuttavia, proprio le perdite subite a Creta spinsero l'OKW a rinunciare all'impiego della divisione nel suo ruolo naturale, ma unicamente come fanteria scelta. I superstiti della divisione operarono in Russia fino al 1943, dopo di che furono inviati in Francia, dove la divisione fu sciolta. Nel 1942 parte del personale della divisione fu trasferito alla 1. Fallschrimjägerdivision.
La 1. Fallschirmjäger-Division fu costituita nel 1942 in Unione Sovietica, utilizzando elementi della 7. Fliegerdision. Ritirata in Francia, il 3º reggimento paracadutisti, che faceva parte di questa divisione, fu aviolanciato nella piana di Catania il 12 luglio 1943, dove contrastò, insieme ai camionettisti del 10º Reggimento arditi, l'occupazione del ponte Primosole ai paracadutisti della 1st Airborne Brigade britannica. La divisione continuò ad operare sul fronte italiano per tutta la durata della guerra, combattendo con particolare tenacia a Cassino, dove ebbe, dal nemico l'appellativo di "Diavoli Verdi", dal colore delle uniformi mimetiche che portavano sopra quelle blu della Luftwaffe.
La 2. Fallschirmjäger-Division ebbe origine dalla Fallschirmjäger-Brigade Ramcke, più nota come Brigata Ramke, che operò in Nordfrica sul fronte di El Alamein a partire dall'agosto 1942. La brigata, ritirata dall'Africa nel 1943, formò il nucleo della 2ª Divisione Paracadutisti, in cui fu incluso anche il 2º reggimento paracadutisti dopo lo scioglimento della 7. Fliegerdivision. Questa divisione nel settembre 1943 si trovava acquartierata presso Roma, dove il 9 ed il 10 settembre combatté a Porta San Paolo contro la divisione italiana Granatieri di Sardegna e distaccamenti della Divisione Ariete II. Nel novembre dello stesso anno fu trasferita in Russia, da dove, avendo perso l'intero 6º reggimento paracadutisti, fu ritirata e trasferita in Bretagna. Dopo lo sbarco in Normandia la divisione si asserragliò a Brest, dove resistette fino al 19 settembre 1944. Per esplicito ordine di Hitler a Ramcke (che in quel momento comandava ancora la divisione) fu paracadutata la Croce di Ferro con Fronde di Quercia, Spade e Diamanti dentro la fortezza assediata.
La 3. Fallschirmjäger-Division, costituita nel 1943 a Reims da quadri del 1º Reggimento paracadutisti, fu inviata in Bretagna ed impegnata a contrastare lo sbarco in Normandia, fu chiusa nella sacca di Falaise, dove venne quasi annientata, i superstiti, immediatamente reimpegnati in combattimento, furono nuovamente circondati nella sacca di Mons. I pochi superstiti costituirono i quadri per il rinnovo della divisione, che, formata essenzialmente da reclute, fu praticamente annientata nel corso della battaglia delle Ardenne.
La 4. Fallschirmjäger-Division era in via di costituzione nel gennaio 1944 a Perugia, con quadri tratti dalla 2. Fallschirmjäger; i complementi di questa divisione furono le prime truppe ad affluire ad Anzio sotto il comando del maggiore Gericke, che organizzò un Kampfgruppe con i reparti trovati in loco. Successivamente tutta la divisione, comprendente anche reparti italiani, fu inviata a contrastare gli alleati. Dopo lo sfondamento alleato del fronte di Montecassino, la divisione si ritirò verso l'Italia settentrionale, combattendo attorno a Rimini e venendo circondata a Verona dove si arrese.
La 5. Fallschirmjäger-Division, costituita nel 1943 a Reims, da elementi del Lehrbataillon (battaglione di addestramento) dell'XI Luftkorps (corpo aereo), venne annientata nella sacca di Falaise. Ricostituita nell'area di Amsterdam con personale a terra in eccesso della Luftwaffe, praticamente fu al livello delle varie Felddivision (divisioni campali) della Luftwaffe. La sua azione più rilevante fu il tentativo, fallito, di fermare Patton nel suo tentativo di liberare Bastogne.
La 6. Fallschirmjäger entrò in azione appena un mese dopo la sua costituzione, nel 1944, contro gli alleati in Normandia. Nella ritirata dalla Normandia, fu impegnata davanti a Parigi e successivamente perse un reggimento di paracadutisti a favore della Fallschirm-Panzer-Division 1 "Hermann Göring", tanto da essere ridotta alla forza di due battaglioni. Continuò ad operare praticamente come guarnigione nei Paesi Bassi fino al termine del conflitto.
La 7. Fallschirmjäger fu costituita inizialmente come Fallschirmjägerdivision Erdmann, nel 1944 a Bitche e quasi immediatamente venne utilizzata ad organici largamente incompleti per contrastare il XXX Corpo britannico nell'operazione Market Garden. Riuscì nel suo scopo, rallentando l'avanzata del corpo, che non riuscì a rinforzare la 1st Airborne Division ad Arnhem. Grazie a questo la divisione Erdmann ottenne rinforzi di personale e fu elevata al grado di divisione effettiva nell'ottobre dello stesso anno. Operò nel teatro olandese per il resto della guerra.
La 8. Fallschirmjäger e la 9. Fallschirmjäger furono costituite nel dicembre del 1944, la 10. Fallschirmjäger e la 20. Fallschirmjäger furono costituite nel marzo 1945, la 11. Fallschirmjäger e la 21. Fallschirmjäger furono costituite nell'aprile 1945. Tutte queste divisioni ebbero un peso praticamente irrilevante nelle vicende belliche, data la situazione ormai irrimediabilmente compromessa della Wehrmacht.
Venne creato per loro un fucile mitragliatore sufficientemente leggero per i lanci dagli aerei: l'FG 42, in seguito furono tra le prime truppe ad essere dotate del fucile d'assalto Sturmgewehr 44 (o MP44).
Furono anche fra i pochi corpi tedeschi ad essere sempre e costantemente riforniti di munizioni ed armi anche quando scarseggiavano in seguito all'invasione della Renania.
Nel maggio 1945, i restanti paracadutisti della 1ª e 4ª Divisione Paracadutisti si arresero in Italia insieme alle ultime forze dell'Asse.

### Nella Bundeswehr

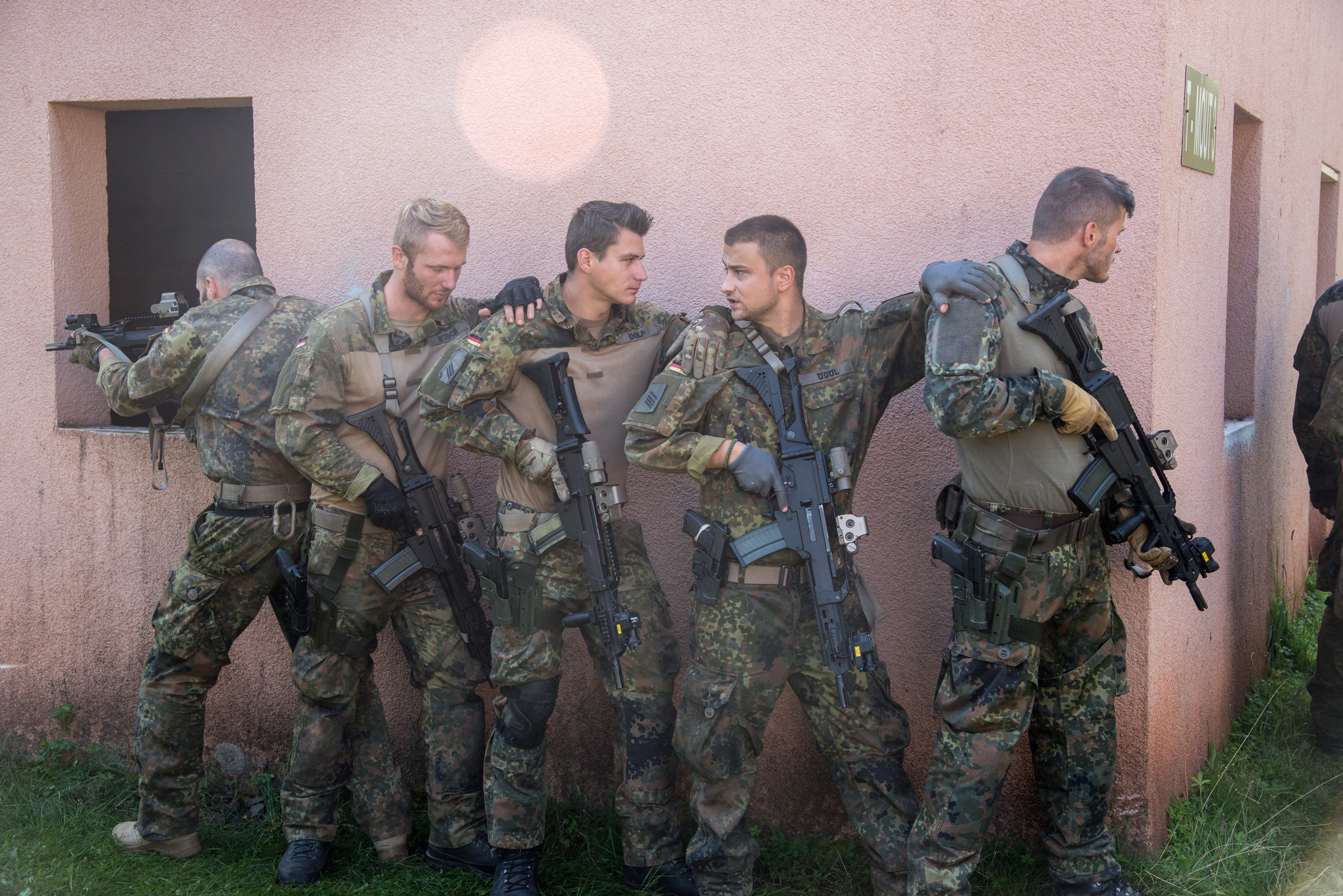
Paracadutisti del Fallschirmjägerregiment 26 in addestramento in area urbana nel 2017

Nella Germania Ovest, il 3 luglio 1956 fu ricostituita una brigata paracadutisti denominata Luftlandebrigade 26 (brigata sbarco aereo); nei primi mesi del 1970 venne costituita una seconda brigata paracadutisti, denominata Luftlandebrigade 27, fusa poi con la Brigata motorizzata 31 per dare vita alla Luftlandebrigade 31. Le due brigate principali di paracadutisti vennero successivamente inquadrate nella 1. Luftlandedivision.
Nella Germania Est nel 1962 fu formato il Fallschirmjägerbataillon 5, nel 1972 rinominato 40. Fallschirmjägerbataillon; nel 1986 divenne reggimento come Luftsturmregiment 40 per essere poi sciolto nel 1990.
Dopo la riunificazione delle due Germanie, anche la divisione "Luftlandedivision" venne sciolta nel 1994, e le due brigate, riclassificate come forze speciali, vennero riunite nella Division Spezielle Operationen (divisione operazioni speciali) dell'Heer, dal 2001 così strutturata:
- Luftlandebrigade 26, su Fallschirmjägerbataillon 261 di base a Lebach e Fallschirmjägerbataillon 263 di base a Zweibrücken,
- Luftlandebrigade 31 su Fallschirmjägerbataillon 313 e Fallschirmjägerbataillon 373, entrambi di base a Seedorf.

Ogni brigata è composta da una Compagnia comando, una compagnia da ricognizione (dotata di veicoli blindati Wiesel), una compagnia genieri, due battaglioni di paracadutisti e un battaglione di supporto. Tutte le unità sono paracadutabili, o al limite aerotrasportabili.
I Fallschirmjäger furono tra le prime unità della Bundeswehr ad essere impiegate in missioni all'estero, partecipando nel 1993 alla missione Restore Hope in Somalia; da allora, i paracadutisti hanno partecipato a quasi tutte le missioni all'estero dell'esercito tedesco, compresa la missione in Afghanistan.
Nel 2014 la divisione è stata rimodellata come Division Schnelle Kräfte (Divisione reazione rapida), unità aviotrasportata composta da forze di intervento aviotrasportate e da forze speciali (Kommando Spezialkräfte), con sede a Stadtallendorf. Alle sue dipendenze la Luftlandebrigade 1, l'unica brigata aviotrasportata della Bundeswehr, con due reggimenti paracadutisti:
- Fallschirmjägerregiment 26 a Zweibrücken
- Fallschirmjägerregiment 31 a Seedorf.

Il supporto aereo è delle Heeresfliegertruppe.